# La Voie du Rige

La Voie du Rige, orthographiée « la voie du Rige » dans l'édition papier, est une bande dessinée sortie en 2010, septième volet de la saga La Quête de l'oiseau du temps (troisième volet de la seconde époque).
Ce tome se situe, dans la chronologie de la Quête, environ 38 ans avant la première époque, lorsque Bragon et Mara étaient jeunes.
Le scénario est de Serge Le Tendre et Régis Loisel ; les couleurs de François Lapierre ; les dessins de Vincent Mallié.

## Résumé

### Bragon contre Devel
Plusieurs aventuriers discutent dans une auberge. Lequel est le meilleur d'entre eux ? Qui saura convaincre le Rige, ce chasseur légendaire que l'on dit invulnérable et sans pitié, de le prendre comme apprenti ? Ou alors qui pourra, tout simplement, tuer le Rige ? Sera-ce le jeune Bragon, 20 ans, qui aime Mara, qui souffre de n'être pas de son milieu social et qui aimerait tant être chevalier ? Sera-ce le redoutable et mystérieux Devel ?
Le lendemain, on apprend justement que Devel a quitté l'auberge et le village en volant une hache au forgeron ; or cette hache avait été forgée par le Rige, justement, et Devel le savait.
Bragon se met lui aussi en route avec quelques compagnons.
Plusieurs jours après, alors qu'ils atteignent une clairière chatoyante habitée de papillons orangés, ils tombent dans une embuscade tendue par Devel : les compagnons de Bragon sont les uns après les autres blessés, mutilés ou tués, et Bragon combat vaillamment Devel.

### Bragon et le Rige
Alors que Bragon et Devel se combattent, le Rige se présente devant eux.
Épuisé par sa lutte contre Bragon, Devel est incapable de faire face au Rige : ce dernier le tue d'ailleurs assez facilement.
Mais le Rige ne veut pas tuer Bragon, car l'ayant observé pendant sa lutte contre Devel, il a constaté sa valeur. Le Rige soigne les blessures du jeune homme, qui au bout de quelques jours a retrouvé sa vaillance.
Le Rige lui révèle alors qu'un animal puissant et vigoureux, en l'occurrence un « pode rouge » se trouve à proximité, et qu'il vaut mieux que Bragon quitte les lieux.
Cependant, d'étranges animaux surviennent brusquement et attaquent Bragon, qui est fait prisonnier. Les créatures l'amènent devant la tanière de la pode rouge. Celle-ci veut manger Bragon, qui lutte avec l'énergie du désespoir. Il est englouti par la bête.
Le Rige se présente alors, tue la pode rouge, lui ouvre les entrailles et libère Bragon. 
Cette aventure subie par Bragon offrait en fait un double avantage : d'une part le Rige, en tuant le pode rouge, pouvait récupérer certains organes internes du monstre servant à la confection d'onguents et de crèmes recherchés, d'autre part ceci avait pour Bragon une valeur de rite de passage.
En effet, le Rige, après avoir expliqué à Bragon certains éléments de son propre passé intime, accepte de le prendre comme élève-apprenti.